# Imarsivik

Imarsivik (förr Nukarbik) är en inuitby på Östgrönland.
Byn besöktes under 1800-talet av Wilhelm August Graah och senare Gustav Frederik Holm. Enligt Holm befolkades byn på 1880-talet av 21 personer, varav 5 män.